# George Duke
George Duke (12 de Janeiro de 1946, San Rafael, Califórnia - 05 de Agosto de 2013) foi um músico norte-americano. Tocou com a banda The Mothers Of Invention até sua dissolução, em 1969.
Seu hit mais famoso é Sweet Baby, no qual cantou ao lado de Stanley Clarke, lançado em 1981.

## Morte
Duke morreu em 5 de agosto de 2013, em decorrência de uma leucemia. Tinha 67 anos.